# Lerista carpentariae
Lerista carpentariae är en ödleart som beskrevs av  Allen E. Greer 1983. Lerista carpentariae ingår i släktet Lerista och familjen skinkar. Inga underarter finns listade i Catalogue of Life.